# Marguerite Narbel
Marguerite Narbel (* 7. Februar 1918 in Lausanne; † 2. Juni 2010 in Lutry; heimatberechtigt in Vuarrens) war eine Schweizer Zellgenetikerin und Politikerin (LPS). Sie wurde 1981 als erste Frau Präsidentin des Waadtländer Grossrats.

## Leben
Narbel war die Tochter des Chefarztes Paul-Louis Narbel (1876–1920). Ihr Studium der Naturwissenschaften schloss sie 1941 mit dem Lizenziat ab. An der Universität Lausanne absolvierte sie 1946 ihr Doktorat in Zoologie. Narbel arbeitete in Lausanne und Zürich als Biologin an Tieren auf dem Gebiet der zellgenetischen Forschung.
Narbel unterrichtete an den Universitäten Lausanne und Genf. Im Jahr 1969 gründete sie die Waadtländer Kantonsschule für Laborassistenten in Lausanne, die sie bis zu ihrer Pensionierung leitete.
Im Jahr 1962 wurden erstmals Frauen in den Waadtländer Grossrat gewählt. Narbel wurde acht Jahre später für die Stadt Lausanne Mitglied des Parlaments. Von Mai 1981 bis Mai 1982 war sie Präsidentin des Grossrats. Vier Jahre später schied sie als Abgeordnete der Liberalen aus. Sie war Mitglied eidgenössischer Kommissionen für Gewässerschutz (1980) und für den Schweizerischen Nationalpark.
Von 1956 bis 1958 war Narbel Präsidentin der Association vaudoise des femmes universitaires und von 1964 bis 1968 Vizepräsidentin des Schweizerischen Verbands der Akademikerinnen. Sie war Mitglied der Soroptimistinnen und Präsidentin der Société Vaudoise des Sciences Naturelles.
Narbel war mit dem Arzt Jean-René Hofstetter verheiratet. Die Ehe blieb kinderlos und wurde geschieden. Sie kümmerte sich intensiv um ihre neun Patenkinder. Sie war künstlerisch begabt, zeigte aber niemanden ihre Aquarelle.

## Werke (Auswahl)
- La cytologie de la parthénogenèse chez Apterona helix Sieb: Lepid. psychides. Impr. A. Kundig, Genève 1946. (Thèse Sciences Lausanne).
- La cytologie de la parthénogénèse chez solenobia sp. (lichenella, L. lépidoptères, psychides). Springer, Berlin; Wien 1950. (Auch in: Chromosoma 4 (1950), S. 56–90).
- L'origine de la parthénogénèse. In: Bulletin de la Société vaudoise des sciences naturelles 67 (1961), No. 303, S. 358–368. (Leç. inaug. sc. Lausanne, 1960).
- Les altérations de la méi͏̈ose chez les animaux parthénogénétiques. Springer, Wien 1964.

## Belege
1. ↑  GND-Datensatz zu Narbel, Paul.
2. ↑  En souvenir de ... Marguerite Narbel, la première première Vaudoise a tiré sa révérence. (französisch), abgerufen am 11. August 2020

| Personendaten    | Personendaten                                      |
| ---------------- | -------------------------------------------------- |
| NAME             | Narbel, Marguerite                                 |
| ALTERNATIVNAMEN  | Narbel-Hofstetter, Marguerite (vollständiger Name) |
| KURZBESCHREIBUNG | Schweizer Biologin und Politikerin (LPS)           |
| GEBURTSDATUM     | 7. Februar 1918                                    |
| GEBURTSORT       | Lausanne                                           |
| STERBEDATUM      | 2. Juni 2010                                       |
| STERBEORT        | Lutry                                              |